# Toronto (Ohio)
Toronto es una ciudad ubicada en el condado de Jefferson en el estado estadounidense de Ohio. En el Censo de 2010 tenía una población de 5091 habitantes y una densidad poblacional de 921,11 personas por km².

## Geografía
Toronto se encuentra ubicada en las coordenadas 40°27′30″N 80°36′26″O / 40.45833, -80.60722. Según la Oficina del Censo de los Estados Unidos, Toronto tiene una superficie total de 5.53 km², de la cual 4.81 km² corresponden a tierra firme y (12.93%) 0.71 km² es agua.

## Demografía
Según el censo de 2010, había 5091 personas residiendo en Toronto. La densidad de población era de 921,11 hab./km². De los 5091 habitantes, Toronto estaba compuesto por el 97.13% blancos, el 1.14% eran afroamericanos, el 0.16% eran amerindios, el 0.22% eran asiáticos, el 0.02% eran isleños del Pacífico, el 0.06% eran de otras razas y el 1.28% pertenecían a dos o más razas. Del total de la población el 0.82% eran hispanos o latinos de cualquier raza.